# خورخي فيغا
خورخي فيغا (بالإسبانية: Jorge Alfredo Vega Lopez) هو لاعب جمباز فني غواتيمالي، ولد في 15 يوليو 1995 في أنتيغوا غواتيمالا في غواتيمالا.

## وصلات خارجية
- خورخي فيغا على موقع الاتحاد الدولي للجمباز (licence) (الإنجليزية)
- خورخي فيغا على موقع الاتحاد الدولي للجمباز (biography) (الإنجليزية)